# Монастырь Святой Анастасии Узорешительницы
Монастырь святой Анастасии Узорешительницы (греч. Μονή της Αγίας Αναστασίας της Φαρμακολύτριας) — ставропигиальный мужской монастырь Константинопольской православной церкви, расположенный в общине (диме) Полийирос в периферийной единице Халкидики в периферии Центральной Македонии в Греции.
Один из самых известных греческих монастырей в Центральной Македонии, центр греческого православия и просвещения, а также повстанческой деятельности греков-македонян. Отмечен в историографии Греческой революции (1821—1829), в силу того что у стен монастыря произошло одно из важнейших сражений революции в Македонии, сражение при Василика.

## Расположение
Монастырь Святой Анастасии Фармаколитрии (Узорешительницы) расположен на южных отрогах горы Омврианос, которая в свою очередь является ответвлением хребта Хортиатис.
Монастырь находится вблизи городка Василика в общине (диме) Терми в периферийной единице Салоники в Центральной Македонии.
Монастырь получил имя Св. Анастасии Узорешительницы ставшей мученицей в 304 году, во время гонений Диоклетиана.

## История монастыря

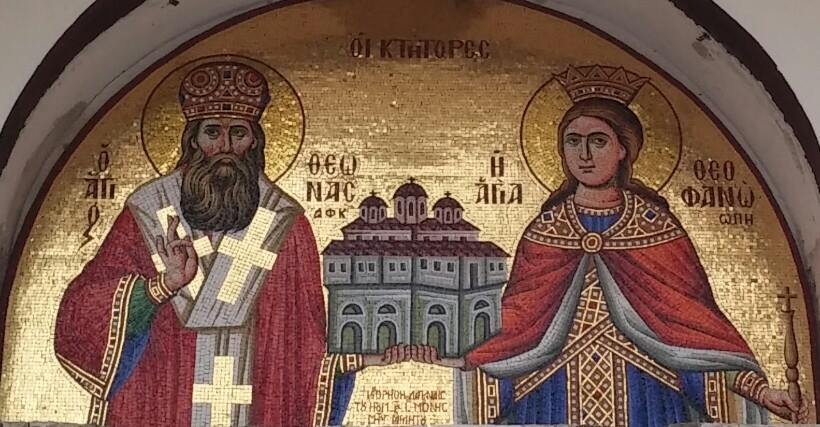
Святой Феона (второй ктитор) и святая Феофано (первая ктитор), Монастырь Св. Анастасии Узорешительницы в Василика — мозаика над дверью монастыря.

Согласно преданиям монастырь был основан императрицей Феофано, супруги императора Льва VI (866—912), в 888 году Святая подарила монастырю фрагмент Креста Христова, а своё приданое соседнему селению, получившего в силу этого имя Василика (царское).
Однако нет исторических свидетельств о существовании монастыря в византийские годы.
В 1522 году монах Феона (впоследствии митрополит Фессалоникийский и святой) создал сегодняшний монастырь, на месте более ранних развалин. Конкретно, в житие Святого написанном в 18-м веке, указывается что Теонас и его спутники, на пути из Афона, «найдя монастырь Св. Анастасии, который был маленьким и ветхим, воздвигли его заново….и благодаря Христу собрались там 150 братьев…».
Монастырь разросся и приобрёл земли в северной Греции, Валахии и в России.
Во второй половине 16-го века в монастыре пребывали около 300 монахов.
Первое разрушение монастыря турками было отмечено в 1789 году.

## Греческая революция
Значительным был вклад монастыря в Греческую революцию 1821 года. С началом революции монастырь предоставил греческим повстанцам свои торговые суда, которые приняли участие в морском бою в Торонейском заливе.
23 марта 1821 года на Афонском полуострове высадился гетерист Эммануил Паппас и, при поддержке капитанов из города Энос и острова Псара, выгрузил оружие и боеприпасы. Здесь Паппас встретился военачальником с Стаматиосом Капсасом и вместе они приступили к созданию повстанческой армии. При содействии митрополита Маронии Констанция Маронийского к ним примкнули и 1 тысяча монахов.
Тем временем Капсас, благодаря своему авторитету среди местного населения, достаточно легко мобилизовал 2 тысячи бойцов из жителей Кассандры, Ситонии и Сикеи Халкидонского полуострова.
Турки ответили зверствами против греческого населения Салоник и Полигироса. Но появились и другие, малые, очаги восстания на территории номов Салоники и Сере.
17 мая 1821 года Паппас провозгласил восстание в Македонии и принял решение разделить повстанческую армию на две части. Сам Паппас, во главе жителей сел Мадемохорья и монахов, в общей сложности чуть меньше 2 тыс. повстанцев, направился в Рентину, с целью остановить подходящие из Драмы и Константинополя османские силы. Капсас вместе с Анастасием Химевтосом, имея под своим началом 2 тыс. повстанцев, направился к Салоникам, с целью занять македонскую столицу с боем.
По ходу Капсас освободил города Уранополис, Иерисос, Арнея, Айос-Продромос, Галатиста и наконец Василика, недалеко от Салоник. Здесь отряды Капсаса соединились с местными повстанцами.
8 июня 1821 года начался бой за освобождение Салоник, в районе сегодняшней американской аграрной школы (Αμερικανική Γεωργική Σχολή). Турецкая конница Ахиед-бея из Янница потерпела поражение.
Австрийский консул в Салониках со страхом писал канцлеру Меттерниху о вероятном занятии города повстанцами. Но Паппас был вынужден отступать после боев у Рентины и Аполлонии Салоникской с превосходящими силами османов. В конечном итоге, когда Паппас соединился с силами Хапсаса, у него оставалось только 200 повстанцев.
К тому времени Эбу Лубут Паша из Салоник собрал 30 тысяч пехотинцев и 5 тысяч кавалеристов и двинулся на повстанцев стоящих в Василика.
Хапсас выбрал позицию для обороны в теснине Антемунта, возле монастыря Святой Анастасии. Часть повстанцев, под командованием Химевтоса, Хапсас послал к полуострову Кассандра, опасаясь высадки осман с моря.
С началом боя у Василика, турки приступили к резне населения и население стекалось к монастырю Святой Анастасии, укреплённого повстанцами.
Капсас принял решение остаться на поле боя с 67 бойцами, в то время как Паппас сопровождал население к монастырю.
На поле боя 10 июня 1821 года пали все 68 бойцов — большинство из Сикеи Халкидонского полуострова, вместе с Капсасом, принеся себя в жертву ради спасения костяка повстанческой армии и населения.
На месте их жертвы сегодня у монастыря поставлен памятник и надпись на мраморной табличке гласит: ΤΟ ΜΑΚΕΔΝΟΝ ΤΩΝ ΕΛΛΗΝΩΝ ΓΕΝΟΣ ΠΡΟΜΑΧΕΙ ΥΠΕΡ ΠΑΤΡΙΔΟΣ ΚΑΙ ΔΙΚΑΙΩΝ ΠΑΝΕΛΛΗΝΩΝ. (Греческий Македонский Род сражается за Отечество и права всех эллинов).
Последняя информация о Хапсасе была, что его видели атакующего турок с ножом в зубах, а за ним шли на встречу со смертью Халалис, Турлакис и Караяннис — все из Вавдоса п-ва Халкидики.
12 июня 1821 года монастырь и окружающие сёла были разрушены туркам.

## Последующие годы
В 1832 году монастырь был восстановлен, но 1853 году вновь сгорел. В начале XX века в монастыре проживало 20 монахов.
В 1898 году епископ Амфипольский Прокопий (Лазаридис) в качестве экзарха Вселенского Патриархата прибыл в монастырь с целью восстановления единства и мира в монашеском братстве. Позднее епископ Прокопий был избран митрополитом Иконийским в Малой Азии, где и принял смерть мученика в 1922 году.
Центральная Македония была освобождена греческой армией в ходе Первой Балканской войны. В период 1921—1971 годов в монастыре функционировало Церковное училище.
В настоящее время монастырь остаётся ставропигиальным и напрямую зависит от Вселенского патриарха. Игуменом монастыря является митрополит Милетский Апостол (Вулгарис). В монастыре проживают 3 монаха.

## Сегодняшний монастырь
Южное и западное крылья монастыря являются частью комплекса зданий XVI века.
Кафоликон принадлежит типу базилики 3-х нефов, с куполом, и восходит к годам после восстановления монастыря (1832).
Монастырю принадлежит часовня Святых Кирика и Иулитты, расписанная художниками из соседнего села Галатиста в XIX веке, и является одним из немногих сохранившихся образцов пост-византийской живописи на полуострове Халкидики.
У внешних ворот монастыря воздвигнут памятник Бою при Василика и военачальнику Стаматиосу Капсасу.
Подворьем монастыря является Храм Богородицы Фанеромени в городке Неа-Сикиони на полуострове Халкидики, с настенными росписями XVI века.